# Bean's Purchase
Bean's Purchase (en inglés: Bean's Purchase Township) es un municipio ubicado en el condado de Coös en el estado estadounidense de Nuevo Hampshire. En el año 2010 tenía una población de 0 habitantes y una densidad poblacional de 0 personas por km².

## Geografía
Bean's Purchase se encuentra ubicado en las coordenadas 44°17′23″N 71°9′8″O / 44.28972, -71.15222. Según la Oficina del Censo de los Estados Unidos, el municipio tiene una superficie total de 168.99 km², de la cual 168,72 km² corresponden a tierra firme y (0,16 %) 0,27 km² es agua.

## Demografía
Según el censo de 2010, había 0 personas residiendo en el municipio de Bean's Purchase. La densidad de población era de 0 hab./km². De los 0 habitantes, el municipio de Bean's Purchase estaba compuesto por el 0 % blancos. Del total de la población el 0 % eran hispanos o latinos de cualquier raza.